# 산노미야촌
산노미야촌(일본어: 三ノ宮村)은 일본 교토부 후나이군에 있던 촌이다.

## 역사
- 1889년 4월 1일 - 정촌제 시행에 의해 8촌의 구역을 가지고 성립하였다.
- 1929년 4월 10일 - 우메다촌, 히노키야마촌, 시쓰미촌과 합병해 히노키야마촌이 성립, 동일 산노미야촌은 폐지되었다.

## 교통

### 도로
- 아야베 가도 (현 국도 제173호선)

## 참고문헌
- 角川日本地名大辞典 26 京都府